# John Webb

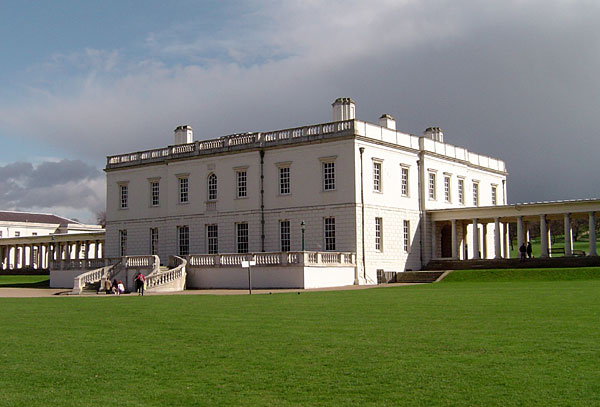
The Queen's House em Greenwich.

John Webb (Butley, Somerset, 24 de outubro de 1611 – 1672) foi um arquiteto inglês. Casado com Anne, filha do famoso arquiteto Inigo Jones em 1628, trabalhou como assistente deste em vários projetos como a Casa dos Banquetes, em Whitehall, Londres, a Wilton House, com seus aposentos em forma de cubo e cubo duplo.
Após a morte de Jones em 1652, Webb herdou sua fortuna e seus desenhos, muitos de suas viagens à Itália. Em 1654 desenhou o primeiro pórtico clássico numa casa de campo inglesa, The Vyne, em Hampshire, no estilo coríntio.
Os dois arquitetos dividem uma forte ligação com Greenwich, próximo a Londres. Webb desenhou a corte do Rei Carlos em 1662, que mais tarde seria incorporada ao Hospital de Greenwich, a pequena distância da Queen's House, obra prima de Inigo Jones. Também compartilharam os trabalhos em Kingston Lacy, Dorset,um novo palácio rural construído pela família Banks para substituir a sua casa ancestral, o Corfe Castle, onde Webb supervisionou a construção seguindo as plantas originalmente desenhadas po Jones. Webb também desenhou a reforma de Belvoir Castle, no Leicestershire, entre 1654 e 1668, e fez alterações em Northumberland House.